# Cicloesanolo
Il cicloesanolo è un alcol; la sua struttura è quella di un cicloesano dove un atomo di idrogeno è stato sostituito da un gruppo ossidrile, -OH.
A temperatura ambiente è un liquido incolore, solo parzialmente miscibile con l'acqua.
È un composto importante nell'industria dei polimeri, come precursore dei nylon e come substrato per la sintesi di prodotti plastificanti. Può trovare uso anche come solvente.

## Struttura
Analogamente al cicloesano, benché la molecola sia convenzionalmente rappresentata da un esagono regolare con legato un gruppo ossidrile, l'anello non è planare, ma piegato in una forma a sedia. Tra le due forme a sedia possibili, in rapida interconversione reciproca a temperatura ambiente, quella energeticamente favorita perché ne minimizza l'ingombro sterico è quella che pone il gruppo ossidrile in posizione equatoriale.

## Produzione
Il cicloesanolo è prodotto per ossidazione controllata del cicloesano con l'aria, solitamente utilizzando un catalizzatore a base di cobalto.
{\displaystyle {\ce {C6H12 + 1/2 O2 -> C6H11OH}}}
Nel processo si ottiene anche cicloesanone e la miscela dei due è il substrato principale per la produzione dell'acido adipico. L'ossidazione ha meccanismo radicalico e passa per l'idroperossido intermedio C6H11O2H.
In alternativa, il cicloesanolo è ottenibile anche per idrogenazione catalitica del fenolo:
{\displaystyle {\ce {C6H5OH + 3 H2 -> C6H11OH}}}
Anche questo processo può essere indirizzato a produrre cicloesanone, in funzione delle condizioni di reazione.

## Reattività
Il cicloesanolo subisce tutte le reazioni normalmente attese per un alcol secondario. Per ossidazione dà cicloesanone, che a sua volta viene convertito nella corrispondente ossima, intermedio nella produzione caprolattame. 
Per esterificazione, vengono prodotti il dicicloesiladipato e il dicicloesilftalato, due plastificanti.
Per riscaldamento in presenza di catalizzatori acidi, il cicloesanolo subisce una disidratazione e viene convertito in cicloesene.

## Precauzioni
Il cicloesanolo è relativamente tossico; il valore limite TLV di esposizione ai suoi vapori nelle 8 ore lavorative è di 50 ppm. Pochi studi sono stati condotti sulla sua cancerogenicità. Uno di essi, condotto sui topi, dimostra che può avere un effetto co-cancerogeno.